# Distichopora nitida
Distichopora nitida is een hydroïdpoliep uit de familie Stylasteridae. De poliep komt uit het geslacht Distichopora. Distichopora nitida werd in 1864 voor het eerst wetenschappelijk beschreven door Verrill. 